# Dietlas
Dietlas is een plaats in de Duitse gemeente Krayenberggemeinde in  Thüringen. De gemeente maakt deel uit van het Wartburgkreis.  Dietlas wordt voor het eerst genoemd in een oorkonde uit 1330. Het dorp werd in 1994 samengevoegd met Dorndorf en maakt sinds 2013 deel uit van Krayenberggemeinde.